# Amiota spinifemorata
Amiota spinifemorata este o specie de muște din genul Amiota, familia Drosophilidae, descrisă de Li și Chen în anul 2008.
Este endemică în Yunnan. Conform Catalogue of Life specia Amiota spinifemorata nu are subspecii cunoscute.